# Chặng đua MotoGP Đức 2021
Chặng đua MotoGP Đức 2021 (tiếng chính thức 2021 Liqui Moly Motorrad Grand Prix Deutschland) là chặng đua thứ tám của mùa giải MotoGP 2021. Chặng đua được tổ chức ở trường đua Sachsenring, Đức từ ngày 18 đến ngày 20 tháng 06 năm 2021. Người chiến thắng là Marc Márquez của đội đua Repsol Honda.

## Diễn biến chính
Marc Márquez chỉ giành được vị trí xuất phát thứ 5 nhưng anh đã nhanh chóng vượt lên dẫn đầu sau vòng đua đầu tiên. Suốt gần 30 vòng đua sau đó tay đua người Tây Ban Nha không phạm sai lầm nào, đã giành chiến thắng đầu tiên kể từ khi quay trở lại thi đấu. Thành tích này giúp anh duy trì mạch toàn thắng liên tiếp 11 chặng đua ở trường đua Sachsenring.
Ngược lại thì tay đua giành pole là Johann Zarco chỉ có thể cán đích ở vị trí thứ 8.
Người duy nhất có thể bám theo Marquez là người về nhì Miguel Oliveira. Còn người về ba là Fabio Quartararo đã một chặng đua tương đối lặng lẽ, nhưng như thế vẫn tốt hơn nhiều so với người đồng đội ở Yamaha là Maverick Vinales-về bét trong số các tay đua cán đích.
Trên BXH tổng, Quartararo giữ vững ngôi đầu bảng với 131 điểm.

## Kết quả
| Stt                         | Số xe | Tay đua           | Xe      | Lap | Thời gian | xuất phát | Điểm |
| --------------------------- | ----- | ----------------- | ------- | --- | --------- | --------- | ---- |
| 1                           | 93    | Marc Márquez      | Honda   | 30  | 41:07.243 | 5         | 25   |
| 2                           | 88    | Miguel Oliveira   | KTM     | 30  | +1.610    | 6         | 20   |
| 3                           | 20    | Fabio Quartararo  | Yamaha  | 30  | +6.772    | 2         | 16   |
| 4                           | 33    | Brad Binder       | KTM     | 30  | +7.922    | 13        | 13   |
| 5                           | 63    | Francesco Bagnaia | Ducati  | 30  | +8.591    | 10        | 11   |
| 6                           | 43    | Jack Miller       | Ducati  | 30  | +9.086    | 4         | 10   |
| 7                           | 41    | Aleix Espargaró   | Aprilia | 30  | +9.371    | 3         | 9    |
| 8                           | 5     | Johann Zarco      | Ducati  | 30  | +11.439   | 1         | 8    |
| 9                           | 36    | Joan Mir          | Suzuki  | 30  | +11.625   | 16        | 7    |
| 10                          | 44    | Pol Espargaró     | Honda   | 30  | +14.769   | 8         | 6    |
| 11                          | 42    | Álex Rins         | Suzuki  | 30  | +16.803   | 11        | 5    |
| 12                          | 89    | Jorge Martín      | Ducati  | 30  | +16.915   | 7         | 4    |
| 13                          | 30    | Takaaki Nakagami  | Honda   | 30  | +19.217   | 9         | 3    |
| 14                          | 46    | Valentino Rossi   | Yamaha  | 30  | +22.300   | 15        | 2    |
| 15                          | 10    | Luca Marini       | Ducati  | 30  | +23.615   | 14        | 1    |
| 16                          | 23    | Enea Bastianini   | Ducati  | 30  | +23.738   | 18        |      |
| 17                          | 27    | Iker Lecuona      | KTM     | 30  | +23.946   | 20        |      |
| 18                          | 21    | Franco Morbidelli | Yamaha  | 30  | +24.414   | 17        |      |
| 19                          | 12    | Maverick Viñales  | Yamaha  | 30  | +24.715   | 21        |      |
| Ret                         | 32    | Lorenzo Savadori  | Aprilia | 5   | Accident  | 22        |      |
| Ret                         | 9     | Danilo Petrucci   | KTM     | 4   | Collision | 19        |      |
| Ret                         | 73    | Álex Márquez      | Honda   | 4   | Collision | 12        |      |
| OFFICIAL MOTOGP RACE REPORT |       |                   |         |     |           |           |      |

Nguồn: Trang chủ MotoGP